# Els ambaixadors
El quadre Jean de Dinteville i Georges de Selve, més conegut com a Els ambaixadors, és una pintura de 1533 de Hans Holbein el Jove, actualment en la National Gallery de Londres, considerat un dels quadres més fascinants de la història de la pintura.
Triplement important per les seves ressonàncies històriques, per la seva riquesa simbòlica i per la seva excel·lència plàstica, inclou un rar objecte en primer pla que va ser quelcom misteriós durant molt temps. Al segle xx, un historiador de l'art, Jurgis Baltrušaitis, va descobrir que la forma que ocupa el primer pla de la pintura és el que es diu freqüentment os de sèpia, que és de fet una anamorfosi d'un crani humà: aquesta pintura és una vanitas.

## Context polític i religiós de l'any 1533
El paisatge polític europeu de l'època està dominat per quatre figures principals: els reis de França, Francesc I de França, i d'Anglaterra, Enric VIII d'Anglaterra, l'emperador romà germànic Carles V (Carles I d'Espanya) i el papa Climent VII que moriria a l'any següent. A la fi d'octubre de 1532, Francesc I es reuneix amb Enric VIII per temptejar el seu suport contra l'Imperi. Enric VIII vol que Francesc I usi la seva influència sobre el papa Climent VII per resoldre la qüestió del seu divorci de Caterina d'Aragó, tia de Carles V. Les trobades són caloroses; Francisco ofereix a Anna Bolena (amb qui Enric VIII es casa aquest mateix any) un diamant i convida al fill natural d'Enric, el duc de Richmond, a seguir la mateixa educació que els seus fills en la cort de França.
Els cardenals inicien negociacions secretes amb el papa per defensar la posició d'Enric VIII, i el segon fill de Francesc I, duc d'Orleans i futur Enric II de França, es promet amb la neboda del papa, Caterina de Mèdici. La decisió del papa de publicar les butlles necessàries per al nomenament de Thomas Cranmer com a Arquebisbe de Canterbury, sembla indicar que els cardenals van fer progressar la causa d'Enric VIII davant Climent VII. El 25 de gener de 1533, Enric es casa en secret amb Anna Bolena, ja encinta, i, en assabentar-se al març, Francesc se n'alegra, ja que això significa un distanciament creixent entre la casa d'Anglaterra i la de l'Emperador, el seu principal enemic, i un acostament important amb la casa de França. Després es precipiten els esdeveniments: el 23 de maig, Thomas Cranmer, llavors ja arquebisbe de Canterbury, substitueix al papa i anul·la el matrimoni d'Enric VIII amb Caterina d'Aragó. L'1 de juny, Anna Bolena és coronada en l'abadia de Westminster. Finalment, tot això implicarà, el 23 de març de 1534, l'excomunió d'Enric VIII per Climent VII i el cisma entre l'Església d'Anglaterra i l'Església de Roma. Durant aquest període, França coneix també una certa confusió enfront de les tesis luteranes.
Seguint aquest context, sembla que quan Jean Dinteville torna a Anglaterra al febrer de 1533, les esperances de pactes entre França i Anglaterra són elevades; no obstant això aquest no és el cas al seu retorn a França al novembre del mateix any. La seva presència a Londres, així com la del seu germà François, bisbe d'Auxerre, ambaixador de França davant el Vaticà, mostra que exerceix un paper central en les negociacions entre Francesc I, Enric VIII i el papa.

## El quadre
La pintura representa Jean de Dinteville (a l'esquerra), ambaixador de França a Anglaterra. Cap a la fi de 1533 (data a la qual Holbein va signar el quadre), va assistir, en representació del rei Francesc, com a padrí, al bateig de la filla d'Anna i Enric, Elisabet I d'Anglaterra. A la dreta es troba el seu amic Georges de Selve, bisbe de Lavaur, que ocasionalment va ser ambaixador davant l'Emperador romà germànic, la República de Venècia i la Santa Seu. En l'obra, tots dos estan colzats sobre una consola de dos taulers sobre la qual hi ha disposats diversos objectes relacionats amb el quadrivium, les quatre ciències matemàtiques entre les set arts liberals: l'aritmètica, la geometria, la música i l'astronomia. En el tauler superior pot veure's una esfera celeste, objectes de mesurament del temps i un llibre, disposats sobre una catifa vermella amb complicats motius geomètrics. Al tauler inferior hi ha un globus terraqüi, dos llibres, un llaüt i quatre flautes en un estoig. El plànol posterior està ocupat per una cortina de vellut verd amb un plec a la cantonada superior esquerra que amb prou feines permet veure un crucifix, que sovint no es veu en les reproduccions a causa de la seva posició marginal. El sòl està pavimentat amb cercles i quadrats, destacant-se una forma difícilment interpretable, però que salta a la vista mentre que sembla que es trobi fos de l'espai de la pintura; sovint se l'ha anomenat l'os de sèpia.
Jean de Dinteville està ricament vestit amb un abric de pell; a la mà porta una daga en el seu estoig, on està gravada la seva edat (29 anys), i al cap una boina d'on està penjat un fermall representant un crani. Del negre de la seva indumentària destaquen el vermell de les seves mànigues i una cadena daurada que penja del seu pit amb una medalla decorada amb un àngel, prova de la seva pertinença a l'Ordre de San Miquel. Georges de Selve està totalment vestit de negre, embolicat en un abric de pell. A la mà dreta porta un parell de guants i al cap un tocat. De Selve es va dedicar en l'essencial del seu sacerdoci a treballar per la reconciliació en el si de l'Església. La pintura sembla doncs immortalitzar la presa de possessió d'un ambaixador francès recentment nomenat a la cort d'Anglaterra i la visita que li fa per aquest motiu al seu amic. La primera mirada que es fa a la pintura, una obra pràcticament quadrada, de més de dos metres de costat, indueix dues reflexions: els dos homes retratats, subjectes del quadre, no ocupen el centre; estan desplaçats als costats, emmarcant com un joier un conjunt d'objectes que a primera vista semblen dispars; als seus peus es troba un objecte estrany que sembla no formar part de la pintura, i que en tot cas ocupa el primer pla, com si Holbein hagués usat aquest retrat per realçar, d'entrada, una altra cosa que no són els personatges que donen el seu nom a l'obra, un dels quals, Dinteville, va ser qui la va encarregar.
La pintura sembla, doncs, que abunda en símbols, indicacions ocultes, referències; tot això coses normals en la pintura del Renaixement, que intentem identificar, portar a la llum. El quadre, de grandària natural, està pintat en oli de llinosa, amb algunes parts en resina de pi per donar lluentor, sobre deu taules de roure.
Se suposa que el quadre va ser encarregat per Jean de Dinteville, ja que va estar en el château de la família Dinteville a Polisy fins que l'hi van portar a París el 1653. El 1787 va ser subhastat i adquirit per la casa de subhastes Lebrun, que ho va vendre a Buchanon qui, al seu torn, ho va vendre el 1808-9 al comte de Radnor, al castell del qual de Longford romandria fins a la seva venda a la National Gallery el 1890.

### El paviment
El paviment sota els peus dels ambaixadors ha estat identificat com inspirat (amb una important simplificació) en dos paviments veritables que comparteixen una certa semblança. El primer es troba a l'abadia de Westminster i el segon a la Capella Sixtina, en aquest cas en un lloc simbòlic, exactament sota la creació d'Adam, el do de la vida per Déu als homes.
D'entre tots els elements que conformen el quadre, aquest paviment és el que té l'explicació simbòlica menys segura. El paviment de l'abadia tenia una inscripció amb lletres de bronze, avui perduda, al quadrat exterior del motiu, però una transcripció del segle xv permet reconstruir el text (Christi milleno dis sègol duodeno / cum sexageno, subductis quatuor, anno, / tertius Henricus rex, urbs, Odoricus et abbas hos compegere porphyreos lapidis) que fixa la data de la seva execució el 1268, sota el regnat d'Enric III d'Anglaterra, i indica el nom del seu dissenyador, l'artesà mosaiquista romà Odoricus. Fins i tot si el significat precís d'aquest paviment segueix romanent misteriós, certament és la representació del macrocosmos, un esquema de l'univers, on el cercle central simbolitza Déu i els quatre cercles perifèrics els quatre elements —foc, terra, aigua i aire—; l'elecció de Michelangelo Buonarroti de col·locar la seva creació d'Adam damunt d'una representació semblant a la Capella Sixtina no sembla obra de l'atzar. Es troba la mateixa esquematizació simbòlica de l'univers tant al sostre de Raffaello Sanzio per a l'habitació de la Segnatura (Stanza della Segnatura) com al pla de Tycho Brahe per al seu observatori d'Uraniborg.
Hi ha doncs dos homes (el microcosmos) situats al macrocosmos simbolitzat pel paviment, en conseqüència al centre de la creació, enquadrant diversos objectes dels quals anem a intentar conèixer el seu significat.

### El tauler inferior

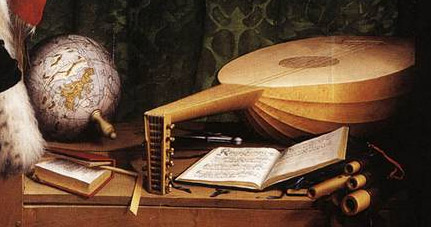
El tauler inferior (detall del quadre).

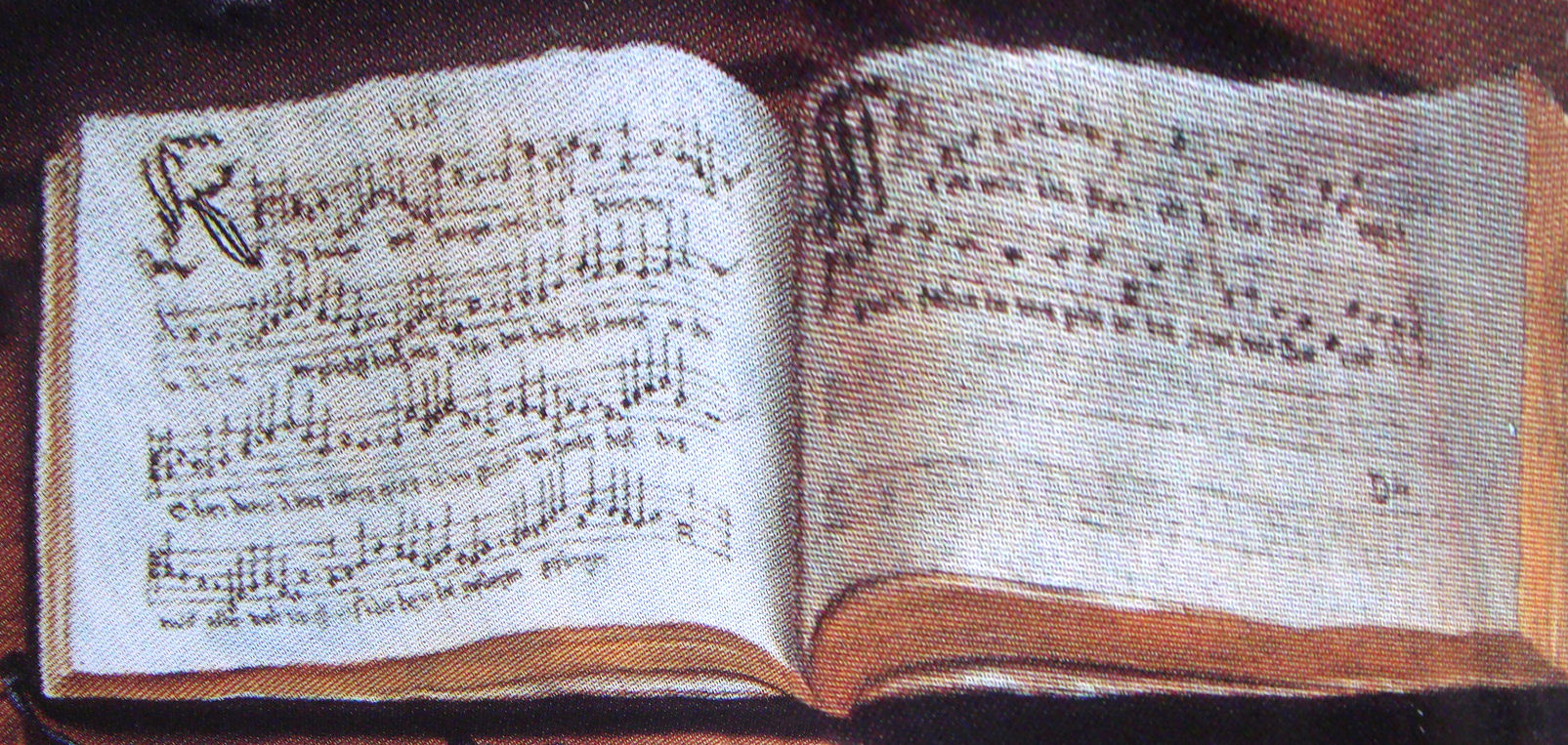
Himnari (detall del quadre).

Aquest tauler conté diversos objectes: un globus terraqüi, un llibre d'aritmètica de Petrus Apianus, matemàtic i astrònom de la universitat de Ingolstadt (Alemanya), Eyn newe unnd wohlgründte underweysung aller Kauffmanss Rechnung in dreyen büchern (Un llibre nou i fiable per aprendre el càlcul i destinat als comerciants, 1527), mantingut obert per un cartabó, un llaüt amb una corda trencada, un himnari luterà de Johann Walter, Geystlich Gesank-Buchleyn en la seva primera edició de 1524, completament obert sobre dues pàgines i un grup de flautes. Els objectes presents en aquest tauler, que concerneixen la geografia, les matemàtiques i la música, estan més orientats cap a la pràctica d'aquestes arts o tècniques que cap a la seva teoria.

#### El globus terraqüi
Basat en el que Johannes Schöner va produir a Nuremberg el 1523, mostra un cert nombre de notacions «geopolítiques», com la línia de divisió del món entre espanyols i portuguesos establerta pel papa Alexandre VI al tractat de Tordesillas de 1494. La circumnavegació de Fernão de Magalhães està dibuixada al globus. Es percep també el Nou Món, en particular la costa brasilera. No obstant això, Holbein va introduir algunes variacions respecte a l'original: escriu «Pritannia» en comptes de «Britannia» (Bretanya), potser un record de la seva pròpia pronunciació defectuosa, però sobretot una d'aquestes pinzellades de desordre que esmalten la pintura i que simbolitzen la confusió del món. Indica sobre el mapa de França la ubicació de Policy (actualment Polisy), en el departament de l'Aube, però l'error és probablement intencionat lloc que es tracta del domini senyorial de Dinteville on havia d'instal·lar-se el quadre.

#### El llibre d'aritmètica
La simbologia associada al llibre de Peter Apian és probablement de dos tipus. Primerament, el llibre, per a ús dels comerciants i consagrat a la pràctica del seu ofici, marca la importància de l'emergència de la burgesia en aquest període. Holbein farà, per cert, retrats de rics comerciants. Es manifesta també en aquesta pràctica mercantil l'aparició de noves eines posades a la disposició d'un nombre més gran de persones gràcies a la tècnica revolucionària a l'època de la impremta. El llibre recorda també que Georges de Selve descendeix d'una família de comerciants llemosins que va pastar la seva fortuna durant el segle xv i que ha permès així a un dels seus aconseguir la posició de bisbe. Foister recalca que la pàgina llegible comença per la paraula Dividirt, doble sentit de divisió matemàtica però també de divisió o desharmonia, tant a l'Església com en el terreny polític, la qual cosa es presenta, en conjunció amb altres elements de la composició, com una de les claus del quadre. En efecte, els escrits de Georges de Selve es fan ressò de les seves inquietuds davant la divisió que sofreix l'Església, la Reforma luterana, però també davant la creació de l'Església anglicana, al mateix país on es va pintar el quadre. De Selve escriu, per exemple, un discurs destinat al rei de França i a l'Emperador romà germànic com a crida a la reconciliació.

#### El llaüt
El tauler inferior té a la part dreta tres objectes relacionats amb la música: un llaüt, un llibre de salms i algunes flautes dins d'un estoig que mostra un buit. Baltrušaitis fa notar que aquest llaüt sembla estranger, perquè porta una inscripció amb les paraules Underweysung der Messung d'Albert Dürer (1525) on es mostra un dispositiu de traçat d'objectes en perspectiva. Es pot veure el reconeixement del deute de Holbein a la ciència de la perspectiva, una aportació major del Renaixement a la pintura, que permet al pintor executar quadres d'un realisme impressionant. A més, una de les cordes està trencada, el que possiblement simbolitza, com el buit en l'estoig de les flautes, el període de confusió que l'Església viu en aquesta època, una harmonia perduda.

#### El cantoral
El llibre representat és el Geystlich Gesank-Buchleyn, de Johann Walter, un llibre d'himnes sagrats la primera edició dels quals data de 1524. Igualment que amb el llibre d'aritmètica, Holbein ha escollit presentar el llibre obert per dues pàgines concretes que no obstant això no són consecutives en l'obra veritable. La pàgina de l'esquerra mostra la traducció del primer versicle de l'himne «Veni sancte Spiritus», de Luter, i la de la dreta la introducció a la Versió abreujada dels Deu Manaments, del mateix Luter. És altament probable que l'elecció d'aquest llibre i la juxtaposició d'aquestes dues pàgines siguin intencionades; sens dubte el tema favorit de Luter és l'oposició entre la Llei, representada pels manaments, i la Gràcia, simbolitzada per l'himne, una temàtica que sembla haver estat propera a les posicions de Georges de Selve. Holbein explotarà aquest tema en altres dues obres, com a mínim: en un retaule que es troba actualment a la National Gallery of Scotland i a la portada de la bíblia de Coverdale publicada el 1535.
Al fons, s'endevina un compàs de punta seca (en anglès divider), que fa referència a la divisió del llibre d'aritmètica.

### El tauler superior

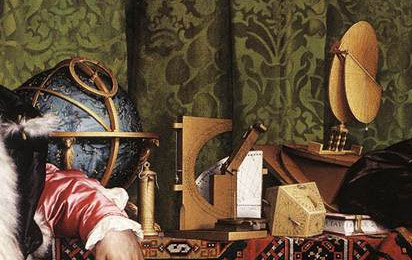
El tauler superior

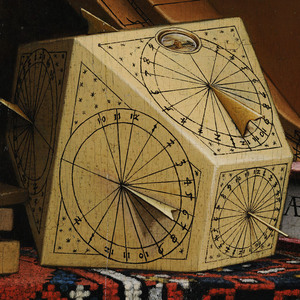
Detall del rellotge de sol amb forma de políedre

En aquest tauler, es troben disposats sobre una catifa diversos instruments astronòmics o de mesurament del temps. George de Selve recolza el seu colze sobre un llibre al cant del qual es llegeix l'esment ÆTATIS SVÆ 25, que correspon a l'edat de Georges de Selve, que té 25 anys a la primavera de 1533, i li queden només set anys de vida. A l'esquerra i prop de Dinteville, es veu una esfera celeste que mostra les constel·lacions amb traços dels éssers mitològics corresponents.
Es distingeix la Constel·lació del Cigne, anotada com GALACIA, potser com a al·lusió al nom en llatí de França, GALLIA. Com revela una atenta observació del dibuix en l'esfera, al lloc d'un cigne hi ha un gall que ataca un voltor; es pot proposar llavors una espècie d'al·legoria celeste: el gall gal —França— ataca els seus enemics i els fa fugir.

#### El globus celeste
El globus no està regulat per representar el cel a la latitud de 51° 30', que és la de Londres, on es troben els dos homes, sinó per a una latitud compresa entre 42° i 43°, més característica d'Espanya —parteix de l'imperi de Carlos V— o d'Itàlia, on resideix el papa. No obstant això, es tracta d'un valor molt proper a la latitud de Roma (41° 52'), que al·ludeix als desacords polítics i religiosos entre la cort anglesa i el Vaticà. Cal remarcar també la gran semblança amb el que va construir el 1533 l'astrònom de Nuremberg Johannes Schöner, que es troba actualment al Museu de Ciències de Londres.

#### Els rellotges de sol
Al tauler superior hi ha diversos rellotges de sol, també visibles a una altra obra de Holbein, el Retrat de Nicholas Kratzer, pintat el 1528, cinc anys abans. Un dels rellotges està regulat per a una data, l'11 o el 15 d'abril, tot i que és impossible concretar-la. Com afirma Foister, no hi ha cap prova de la presència de Georges de Selve a Londres a la primera meitat d'abril; no obstant l'11 d'abril era el Divendres Sant d'aquest any i podria ser un vincle simbòlic entre el crucifix i el llibre d'himnes. Prop del colze de Georges de Selve hi ha un torquetum, instrument descrit per primera vegada per Ptolemeu que es va tornar a fabricar en aquesta època, en particular per Peter Apian, que també era un reconegut fabricador d'instruments.

### El crani i el crucifix
L'estranya figura al primer pla, de vegades nomenada os de sèpia, va intrigar durant molt temps als analistes del quadre. Es tracta d'un crani deformat per una anamorfosi. Aquest tipus d'imatges deformades estava de moda a l'Anglaterra dels Tudor; la National Portrait Gallery de Londres posseeix per exemple un retrat d'Eduard VI d'Anglaterra per William Scrots que també conté una deformació per anamorfosi que es corregeix mirant la superfície del quadre a través d'un forat en el marc.
No obstant això aquesta deformitat també podria deure's a una llicència científica. Diversos historiadors de l'art apunten al fet que la forma de la calavera es deu al fet que l'artista va pintar el reflex de la mateixa en la part convexa d'una cullereta de te.
Aquests dos elements, crani i crucifix, conjugats evoquen per molts Sant Jeroni, com el de Joos van Cleve de 1525, i els de Dürer, en particular l'oli sobre taula de fusta de 1521, actualment al Museu Nacional d'Art Antic de Lisboa. En aquesta obra, la mirada de Jeroni al crani segueix un eix molt proper que permet llegir l'anamorfosi del crani dels ambaixadors. L'associació entre el crani i el crucifix evoca la passió de Crist, el Gòlgota —paraula hebrea que significa crani— i el calvari —calvaria en llatí–. D'altra banda, és freqüent trobar en les representacions de la crucifixió un crani al peu de la creu, sobre el qual de vegades es vessa la sang de Crist, que rentaria així, pel seu sacrifici, el pecat original.

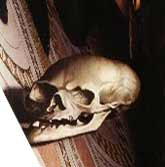
El crani, vist en anamorfosi (detall del quadre)

Noti's també que hohles bein significa en alemany «os buit»; el crani podria llavors ser una referència al nom de l'artista, una espècie de signatura.
El contrast d'aquest crani amb el tema principal d'aquesta pintura que representa dos homes importants, un ambaixador de França davant la cort d'Anglaterra el germà de la qual és també ambaixador davant el papat, i un bisbe descendent d'una família de rics comerciants, en fa una vanitas, una obra que simbolitza que el que és important a la terra no ho és en el regne dels cels, que el que s'ha fet en la nostra vida, la mort ho desfà.
El crucifix, mitjà amagat, en una posició intermèdia entre el que hi ha davant de la cortina, el món dels homes, i el que s'amaga a la seva mirada, el desconegut darrere del teló, simbolitza la posició del Crist intermediari entre aquí baix i el més enllà. D'altra banda, alguns veuen en aquest quadre la impossible representació de Déu.

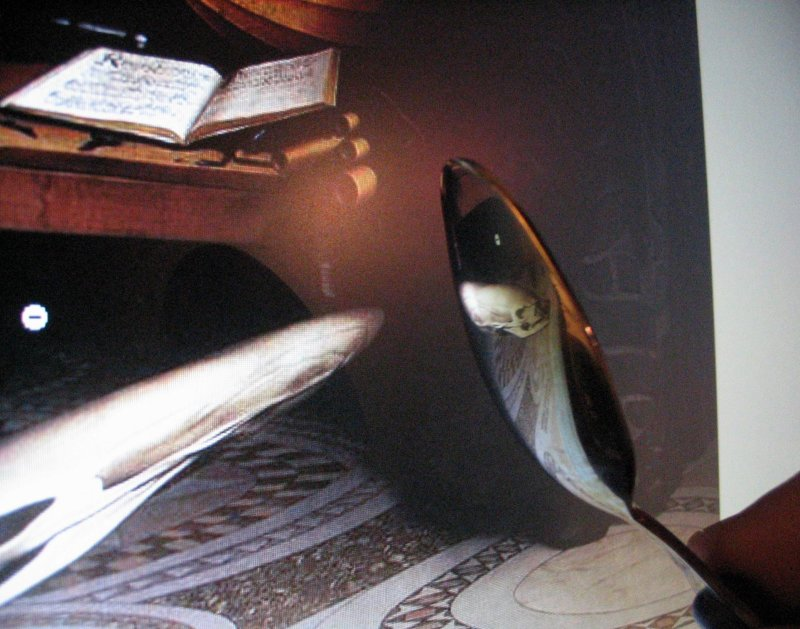
Ús d'una cullera per corregir la deformació (detall del quadre)

#### Com observar el crani
Per corregir la deformació de l'os de sèpia i observar el crani sense usar mitjans informàtics, pot utilitzar-se el dors d'una cullera. Es posa la cullera en la part superior de l'os, a la dreta. El dors de la cullera ha d'apuntar cap a l'esquerra i posar-se perpendicular a la imatge del quadre. En col·locar la mirada enfront del dors de la cullera i modificar la seva orientació, s'observa fàcilment el crani sobre la superfície de la cullera. Si es té una versió impresa de la pintura, es pot dirigir la mirada en el plànol format per la fulla i corregir la perspectiva.

## Citacions
| «                                                                         | Un objecte singular, semblant a un os de sèpia, flota per sobre del sòl: és l'anamorfosi d'un crani que es redreça quan es posa a prop, a dalt, mirant cap a l'esquerra. Un sentit ocult i una solemnitat pesen greument en tota l'escena. | » |
| — Jurgis Baltrusaitis, Anamorphoses, ou Thaumaturgis opticus , Flammarion | |   |